# 白玛
白玛（藏語：པད་མ་，威利转写：pad ma；1946年—），男，藏族，青海玉树人，中华人民共和国政治人物。第十六届中纪委委员，第十一届全国政协委员。

## 生平
1960年8月至1965年9月，青海省玉树藏族自治州民族师范学校学习。1965年9月至1966年3月，青海省玉树藏族自治州民族师范学校教师。1966年3月至1967年12月，青海省称多县完小教师。
1967年12月至1971年11月，青海省称多县革委会副主任。1971年11月至1972年11月，青海省称多县文卫科副科长。1972年11月，担任共青团青海省称多县委副书记、书记。1973年10月至1976年6月，中共青海省称多县委副书记。
1976年6月至1980年1月，青海省教育局副局长、党组成员。
1980年1月至1981年7月，共青团青海省委副书记、党组副书记。1980年，升任共青团青海省委副书记，次年升任书记。1981年7月至1983年4月，共青团青海省委书记、党组书记（其间：1981年9月至1982年7月中央党校干部培训班学习，1982年12月当选青年团第十届中央委员）。
1983年4月至1985年11月，青海省畜牧厅副厅长、党组副书记。
1985年11月至1986年4月，中共青海省海南藏族自治州党委副书记、代州长、州政府党组书记。1986年4月至1993年1月，中共青海省海南藏族自治州党委副书记、州长、州政府党组书记。
1993年1月至2001年11月，青海省人民政府副省长、省政府党组成员。2001年11月至2007年2月，中共青海省委副书记、省纪委书记。2007年2月补选为青海省第九届政协主席。2008年1月当选为青海省第十届政协主席。
2011年12月任青海省政协主席。2012年2月28日任全国政协民族和宗教委员会副主任，主管西藏、青海、四川等地宗教事务。